# MDNA Tour
MDNA Tourはアメリカの歌手マドンナによる通算9度目のツアーのタイトル。通算12番目のスタジオアルバム『MDNA』に連動して行われた。2012年5月から12月にかけて南北アメリカ、ヨーロッパと中東にて公演が行われ、アラブ首長国連邦、ウクライナ、スコットランド、コロンビアでは初来訪の公演が行われた。当初は2013年初頭にオーストラリア公演が計画されていたがキャンセルとなった。
マドンナはショーのテーマについて「闇から光への旅」と表現し、演出には暴力や銃、人権問題やヌード、政治問題などの議論を呼ぶものが含まれていた。特にロシアでは脅迫や訴訟も繰り広げられ、論争の尽きないツアーであったが、コンサート自体は批評家からも商業的にも好評でチケットは完売となり、ビルボード誌の週間興行成績チャートでは計5回の第一位という記録を達成した。 ビルボード誌の集計によると、同ツアーは残り16公演分を残した集計期間だけで2億2,800万ドル（約191億5千万円）のチケットの売上げを記録し、同時に2012年の最高興行収入を上げたツアーとなった。2013年に発表された最終興行総収益額は3億516万ドルに登り、歴代興行収入ランキングでは第10位になった。

## 背景

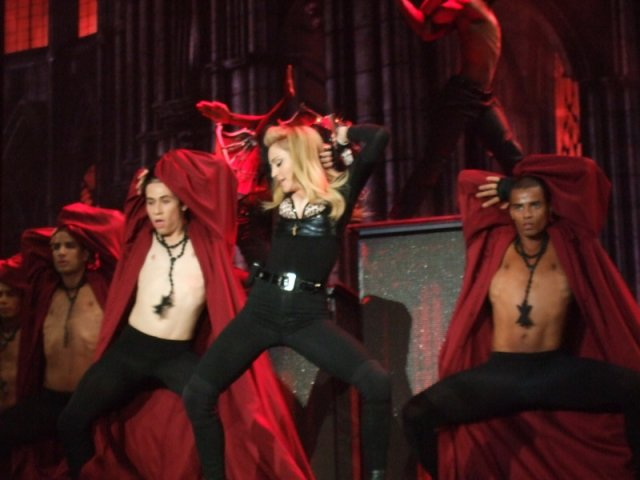
オープニング曲の『Girl Gone Wild』をパフォーマンスするマドンナ。

ハイチ地震 (2010年) のチャリティイベント『Hope for Haiti telethon』に出演後、テレビ番組『glee/グリー』にてマドンナの楽曲を取り上げた回が放映された。その後 MTV News にて次期ツアーでグリー出演者を起用するとの報道がなされ、続いて興行会社ライブ・ネイションによるツアー案とされる情報がファンサイトに掲載された。ツアー案とされる情報では、ニュージーランド、オーストラリア、中国、東南アジア、ヨーロッパ、北米をスタジアム規模で行う日程が掲載されていた。このレポートに関してマスメディアによる真偽を問う報道が過熱し、結果ライブ・ネイションがこの情報を偽物とする見解を発表するまでに至った。マドンナは監督作品『ウォリスとエドワード 英国王冠をかけた恋』のプロモーションと並行してスミノフと共同で『Smirnoff Nightlife Exchange Project』と冠したグローバルダンスコンテストをプロデュースし、コンテストの特典として次期ツアーのダンサー起用を発表した。2011年11月にニューヨークの Roseland Ballroom にて11人のファイナリストによる最終選考がマドンナとファンが集うなかで行われ、Charles Riley (別名Lil Buck) が優勝した。このコンテストの際に新曲『ギヴ・ミー・オール・ユア・ラヴィン』が初披露された。
プロモーションの間にもツアーに関する報道が相次いだ。イスラエルのニュースサイト「Yネット」では2012年5月のテルアビブ公演が交渉中である旨を伝え、続いて「Evening Standard」紙がロンドンオリンピック (2012年)の期間中にハイド・パーク (ロンドン)にて公演の実施を伝えた。トルコの新聞「Radikal」がアブダビ公演の実施を報道した。マドンナのマネージャー Guy Oseary は2011年12月に、自身のツイッターアカウントにて南アフリカでもU2のコンサートに続いて成功させたいとの発言を行った。
ツアーの公式発表は、マドンナが第46回スーパーボウルにてハーフタイムショーに出演した直後の2012年2月7日になされた。当初90公演が予定され、マドンナとしては最長公演数を数えるとされた。2012年3月にはツアーとアルバム発売のプロモーションがソーシャルメディアにて始まり、ツアータイトルもツイッターにて発表された。ツアー発表時点では、45ドル〜350ドルの通常チケットのほか、600ドル程度のプレミアムチケットが用意されていると報じられた。チケット代が高額であるとの批判に対して「ニューズウィーク」のインタビューにてマドンナは「今から貯金を始めれば良いわ。300ドルなんて皆いつも下らないことに使っているじゃない。ハンドバッグとか。必死に働いてお金を作って、私のショーを見にきなさい。私にはそれだけの価値はあるわ」と述べている。
1993年の『The Girlie Show World Tour』以来20年振りのツアーの開催が期待されたオーストラリアでは、2013年1月にシドニー、メルボルン、ブリスベン、パースの4都市を回るスタジアムクラスのツアーをライブネーションが計画し、2012年7月の発表直前まで進んでいたが、一転キャンセルとなった。ツアー開催が5回連続で無くなったオーストラリアではファンの落胆と反発は大きく、2012年8月26日にマドンナはYouTubeにオーストラリアのファンに向けた謝罪のオーディオビデオを投稿する。異例とも言えるこのビデオでは、中止の決定理由について「子供との時間を優先にするためにツアーの継続が難しくなった」と述べている。

## 準備

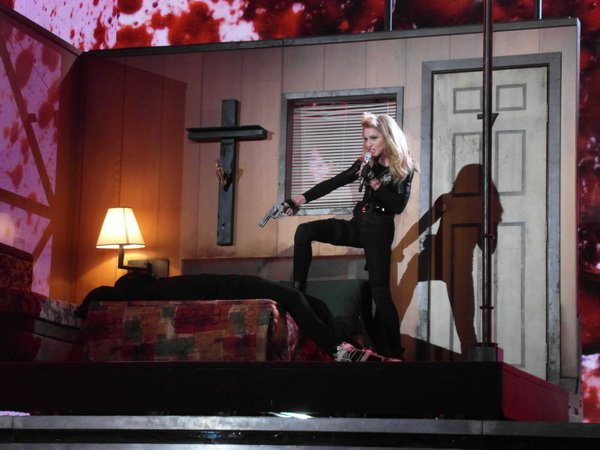
『Gang Bang』をパフォーマンスするマドンナ。舞台はモーテルの部屋をイメージした専用の移動式セットで行われた。

最初のリハーサルが2012年2月にニューヨークにて行われた。実際のステージを用いたリハーサルは2012年5月よりナッソー・ベテランズ・メモリアル・コロシアムにて行われた。ツアー初日公演はイスラエルのテルアビブで2012年5月29日に行われる予定であったが、制作の遅れによって31日に延期された。
プロモーションの一環で行われたジミー・ファロンとのFacebookチャットにて、マドンナはショーの第1セクションについて「ほんのちょっとだけ暴力的な演出がある」ことと、スラックラインをパフォーマンスで行うことを述べた。ツアーの衣装は再びジャン＝ポール・ゴルチエを起用した。マドンナは「私のショーとダンサーにとって（ゴルチエは）コスチュームの王様なの。神様みたいな存在だから、彼に請け負ってもらって本当に感謝している。」と述べている。アリアンヌ・フィリップスやジバンシィの Riccardo Tisci も起用されている。

## ショーの概要
マドンナはショーのメインテーマについて、「A journey from darkness to light」（闇から光への旅）と表現している。ショーは Transgression（罪）、Prophecy（予言）、Masculine/Feminine（男/女）、Redemption（解放）の4セクションで構成されている。ステージは舞台と2本の花道で構成されており、舞台と花道で囲まれた三角形型のエリア（ゴールデン・トライアングル）が設けられ、選ばれたファンが入場することができた。3面の巨大スクリーンはステージにセットされている。
教会を模したセットにて Kalakan trio が聖歌からマドンナの名前へと変化する詠唱を披露するシーンからショーはスタートする。赤いローブを纏ったダンサーが大きな香炉に繋がれたロープを引くと中央のスクリーンが2つに割れ、ガラスの懺悔室にて祈るマドンナのシルエットが登場する。マドンナが立ち上がり、脇にあったライフル銃を構えてガラスを割る演出とともに、黒いボディスーツを纏った姿が露になり、同曲のPVと同様のコスチュームを着たダンサーと共に『ガール・ゴーン・ワイルド』のパフォーマンスが始まる。続く『リヴォルヴァー』では自動小銃を持った女性ダンサーやリル・ウェインを起用したスクリーン映像と共にパフォーマンスがなされる。『Gang Bang』ではモーテル風のセットにて部屋に踏み込もうとする男性ダンサーと銃を打ち合うシーンでは、スクリーンに血しぶきを表現した映像が映し出される。続くショートバージョンの『パパ・ドント・プリーチ』ではアーミーパンツとマスク姿のダンサーがマドンナを背後から追いつめ、抱え上げた後に『ハング・アップ』へと繋がり、スラックラインのパフォーマンスが行われる。ギターを弾くマドンナとスクリーン上で玉座に座るニッキー・ミナージュを対比させる演出の『I Don't Give A』で Transgression のセクションは終了する。続くビデオのインタールードでは『Best Friend』と『Heartbeat』のマッシュアップが流れるなか、共同墓地を歩く男性の物語がスクリーンに映し出される。

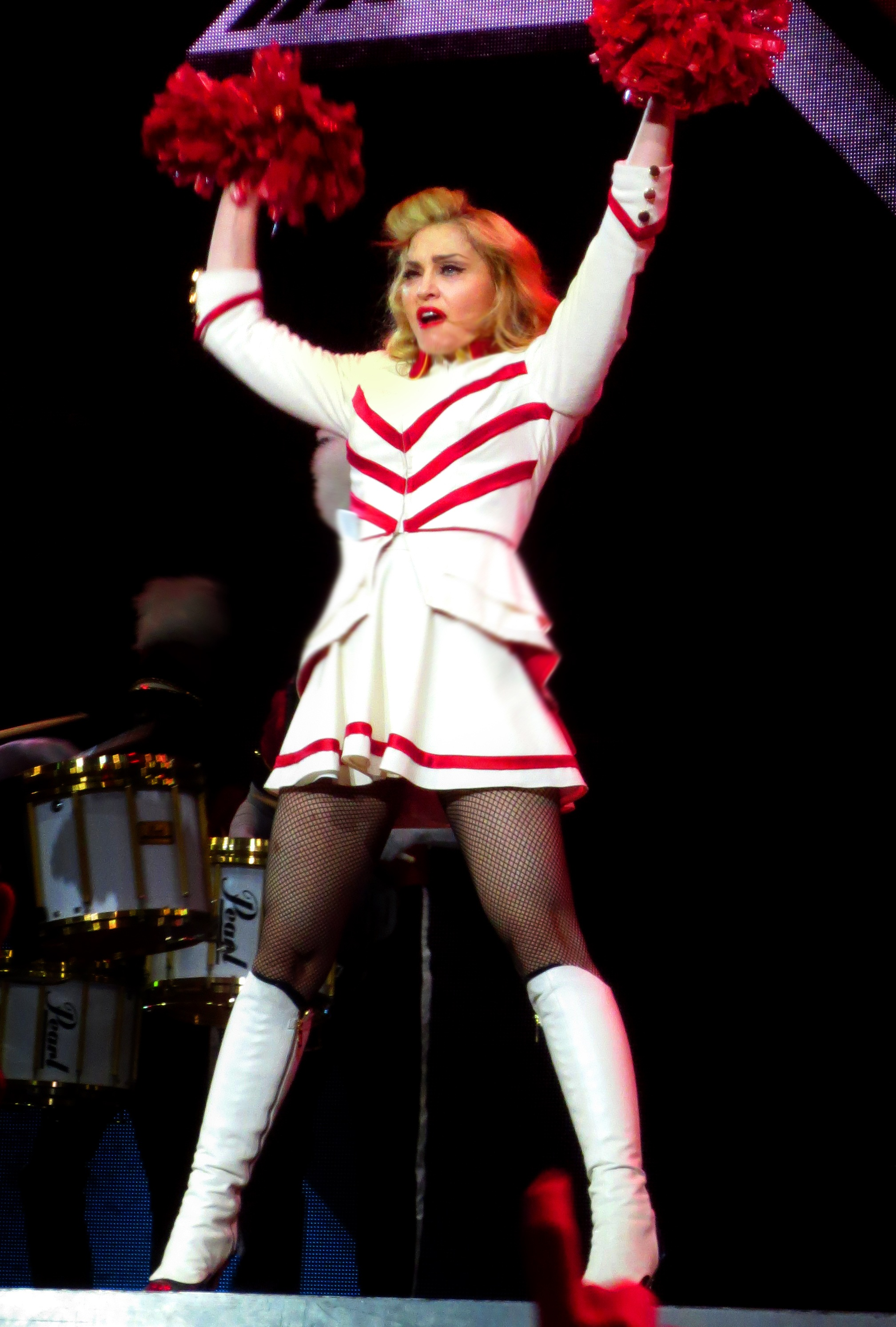
第2セクション

第2セクションはマジョレットのコスチュームを着てバトンを持ったマドンナが『エクスプレス・ユアセルフ』を歌うパフォーマンスで始まる。同曲ではレディー・ガガの『ボーン・ディス・ウェイ』とマドンナの『She's Not Me』がミックスされている。続いて『ギヴ・ミー・オール・ユア・ラヴィン (Just Blaze Remix)』にて空中に吊るされたマーチングバンドと共にチアリーダーに扮するマドンナがパフォーマンスする。続いて過去のヒット曲を繋いだインタルードの後に、レザードレスと黒のベルベットを纏った姿でギターを弾きながら『Turn Up the Radio』を披露する。Kalakan trio の『Sagarra Jo』に続いて『オープン・ユア・ハート』が演奏される。9月8日以降の公演では続いてショートバージョンの『ホリデイ』が演奏される。第2セクションは映画『ウォリスとエドワード 英国王冠をかけた恋』のシーンを背景に『マスターピース』の演奏で終了する。

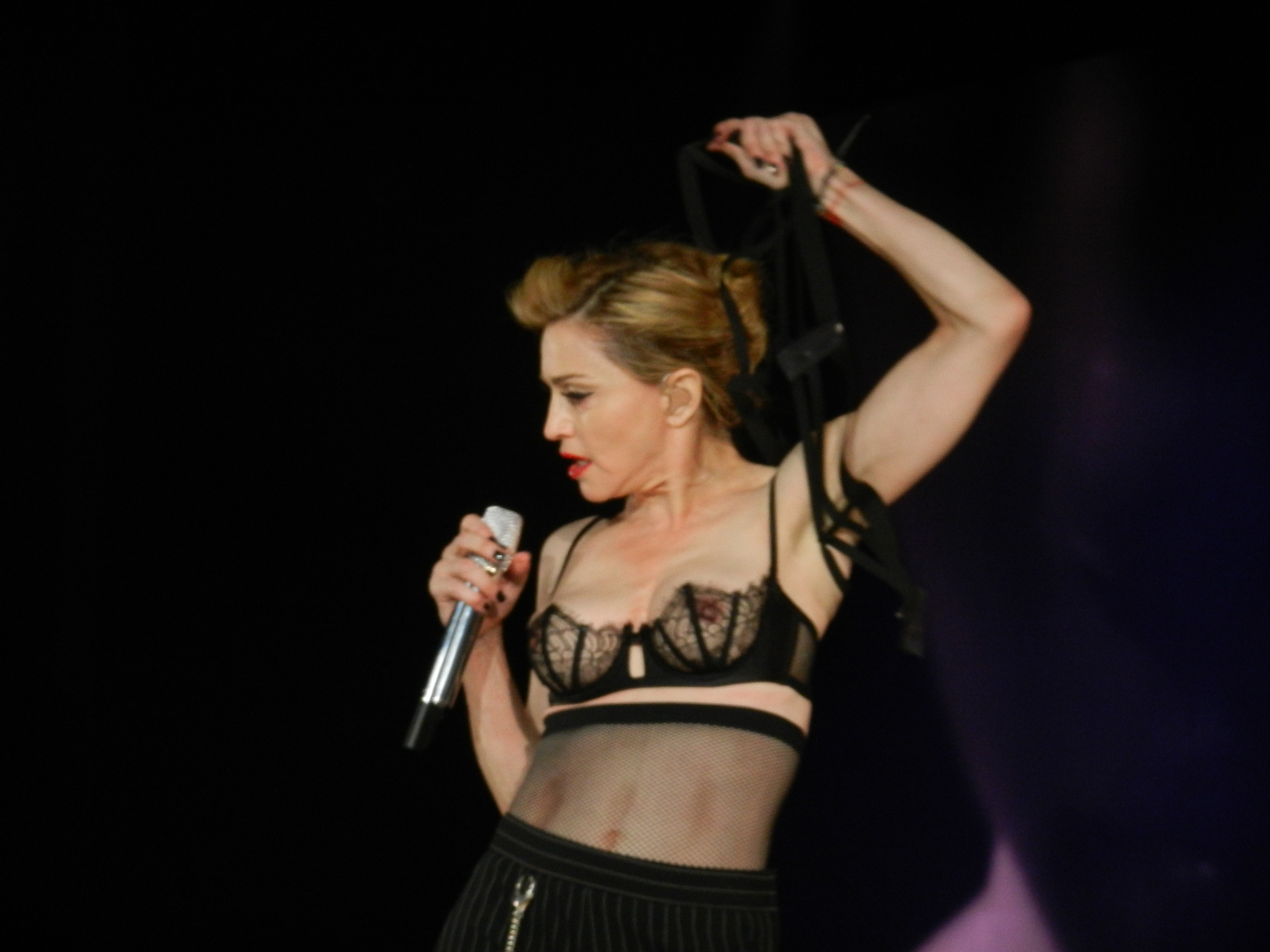
第3セクション

2番目のビデオインタルードでは William Orbit による『ジャスティファイ・マイ・ラヴ』の新リミックスとマスクを被ったダンサーに追われて部屋に逃げ込むフィルム・ノワール調なセクシャルファンタジーを描いた映像が流れる。第3セクションは、かつてのツアーで話題となったゴルチエデザインのコーン型ブラのリメイク版やアヴァンギャルドな服装を纏った『ヴォーグ』で始まり、『エロティカ』の一部をミックスした『Candy Shop』、ステージに多数置かれた大型のドレスミラーが動く演出の『ヒューマン・ネイチャー』が続く。続いて『Evgeni's Waltz』をピアニストが弾き、『ライク・ア・ヴァージン』に続く。同曲の途中では、トップレスのダンサーがマドンナのコルセットの紐を引くエロティックな演出がある。9月20日の公演以降は『Love Spent』がその後続く。最後のビデオインタルードではスクリーンに政治や経済問題のコラージュが映し出されるなかで『Nobody Knows Me』のリミックスバージョンが流れる。インタルードには同性愛を理由にしたいじめやハラスメントの後に命を落とした十代の子供に向けた追悼映像が含まれている。
最後のセクションはジャンヌ・ダルクにインスパイアされた衣装のマドンナと、シャオリン（少林寺拳法）にインスパイアされた衣装のダンサーによる『I'm Addicted』で始まる。続く『I'm a Sinner』では花輪を首に掛けてギターを弾くパフォーマンスは、インドの旅をイメージしたスクリーン映像と『Cyber-Raga』と『De Treville-n azken hitzak』が一部にミックスされたトラックになっている。モダンにアレンジされた『ライク・ア・プレイヤー』では聖歌隊風の衣装を纏い、スクリーンにはヘブライ語の歌詞が表示される。最終曲となる『セレブレイション』では3Dのキューブ映像とともに、Beats by Dre を身につけたダンサーと一緒にDJ風のパフォーマンスを行う。9月30日以降の公演では途中で『Give It 2 Me』が挿入される編曲になった。

## 公演にまつわる物議やステージ上での発言

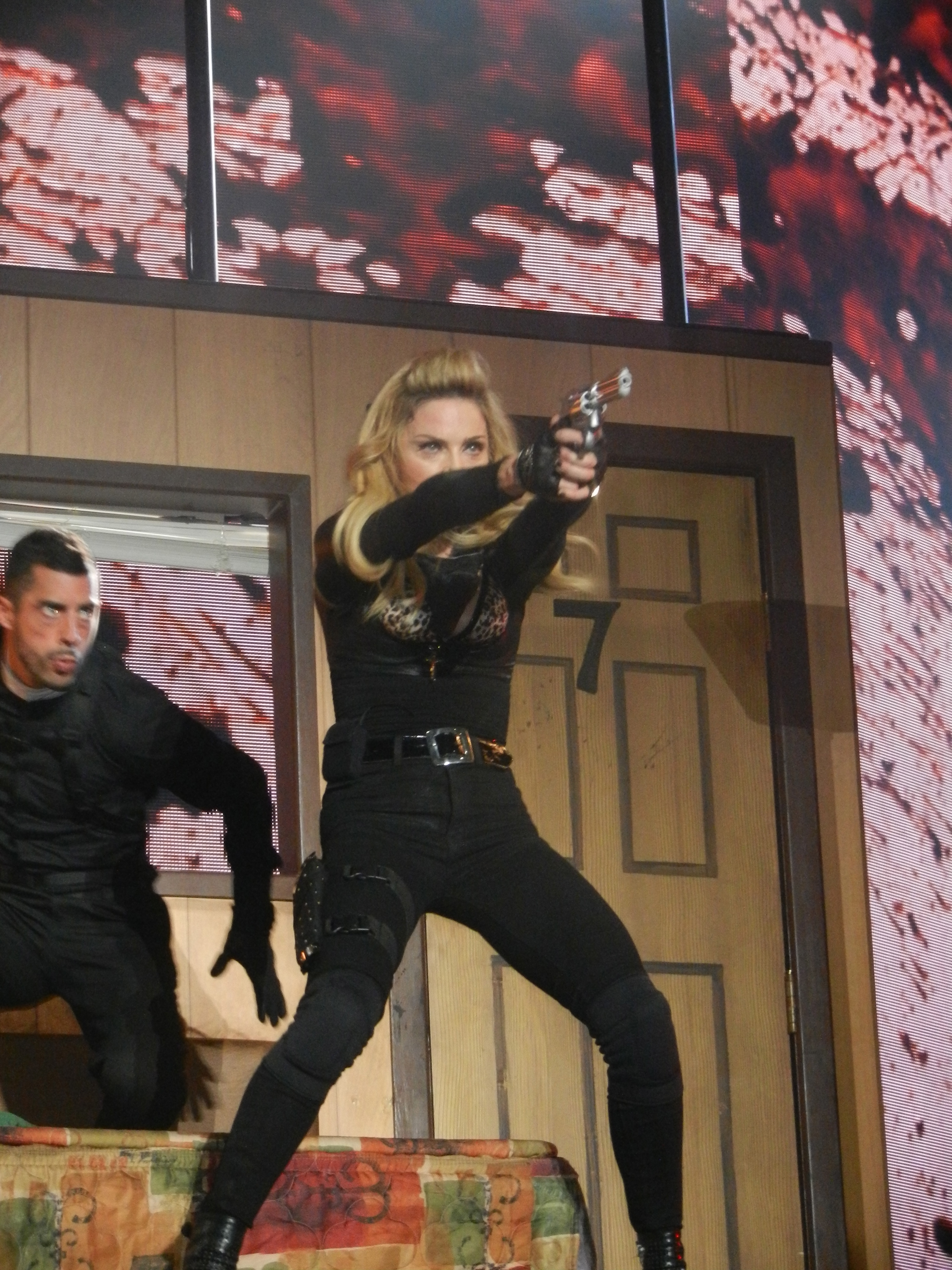
『Gang Bang』をパフォーマンスするマドンナ。

第1セクションでの銃を使ったパフォーマンスや、マリーヌ・ル・ペンの額に卍を重ねる『Nobody knows me』の映像など、ツアーを通じて様々な物議を巻き起こした。またロシアではLGBTの権利擁護発言と、ロシアのバンドプッシー・ライオットへの支援表明で訴訟と脅迫が発生した。イスタンブール公演では『Human Nature』のパフォーマンス中に右乳房を露にするハプニングも起こした。

### 銃を用いた演出
エジンバラ公演では、前日に発生したオーロラ銃乱射事件を受けて銃を用いたパフォーマンスを取り止めるよう働きかけがあったが、演出は変更されることなくショーは行われた。スコットランド警察はショーを中断させる措置は行わなかった。

### 宗教活動家からの抗議
ワルシャワでは地元の宗教保守派より教会や宗教的な意匠を使っていることや、同性愛や性転換・女装を促しているとの理由で抗議の声が上がり、公演の中止を求められた。主催者はコンサート前にこれに関連する短い映像を流すことで決着し、抗議者のごく一部が会場外から実施を確認していた 。

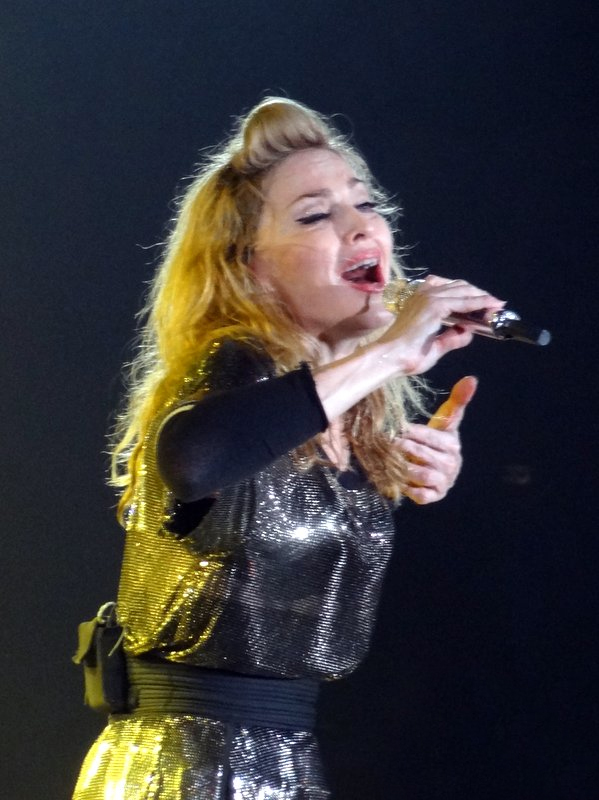
『Like a Prayer』をパフォーマンスするマドンナ。

### ロシアにおける言論の自由規制への抗議
ロシアのモスクワとサンクトペテルブルクでは大規模な反発が発生した。
ロシアのフェミニスト・パンクバンドのプッシー・ライオット逮捕に関して自身の考えを尋ねられたマドンナは
「検閲には反対の立場です。私はキャリアを通じて表現の自由や言論の自由を推してきた。彼女らに起きていることは不公平であり、7年間もの投獄という悲劇が起こりえないことを願っています。芸術は時に政治的で、また社会で何が起きているかを伝える歴史の証人でもあります。私からすると芸術家と政治家は分けがたいものがあると感じます。」と反応した。モスクワ公演にてマドンナはバンドへのサポートを表明するスピーチを行い、「…私の夢、私の望みは、世界の誰もが人としての尊厳を保ちながら自分の考えを発言できる権利を持つことです。物事には多面性があることは承知ですし、教会や政府に礼を欠くつもりはありませんが、彼女達、ナジェージダ、エカチェリーナ、マリアの果敢な行動には胸を打たれました。彼女達はこの行動に対する仕打ちをいま受けています。私は彼女達の自由のために祈ります。」と述べた。マドンナの発言はメディアに好意的に受け入れられ、オノ・ヨーコやポール・マッカートニー、ピーター・ガブリエルをはじめとしたアーティストからも賛同の声が上がった。ロシア副首相のドミトリー・ロゴージンはマドンナの行動についてツイッターにて「歳を経た売春婦上がりの人間は、人にモラルを説教しがちだ。特に世界ツアーをしている時にはね。」と酷評した。続くサンクトペテルブルク公演では、テロリストの脅迫が行われ、アメリカ大使館はコンサート参加者への警告を出した。マドンナの広報担当者の Liz Rosenberg は、コンサートは予定通りに行われる事とロシア当局による警備体制も強化する旨を告知した。

### ロシアにおける同性愛者の権利擁護パフォーマンス

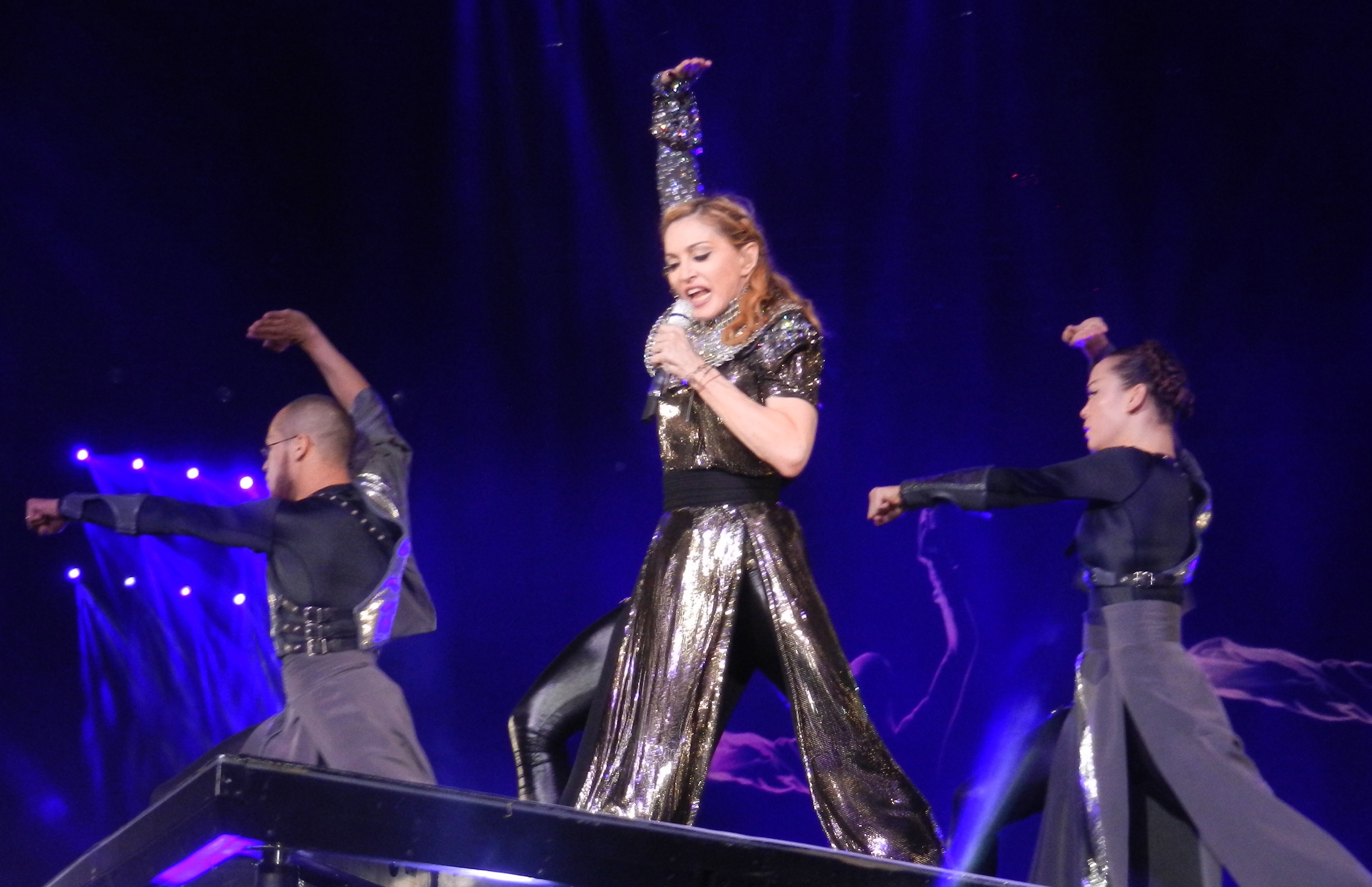
フランス公演。

公演中にゲイの権利擁護発言を行った場合、「公共の場におけるソドミー、レズビアニズム、バイセクシャリティ、トランスジェンダリズムの教唆」として現行の同性愛規制法にて逮捕を予告するロシア当局の動きを受けて、マドンナは2012年3月21日に、自身のウェブサイトに「『自由の戦士』としてLGBTの権利を支える」とのメッセージを投稿した。ロシアでのショーに先立ち、マドンナは観客にLGBTコミュニティの支援を呼びかけるピンクのリストバンドを配布し、会場には多くのレインボーフラッグが持ち込まれた。
このスピーチにはメディアからの称賛が集まったが、8月17日にロシアの反ゲイ団体が「国内法に違反してコンサートにて『同性愛の宣伝』を行った」としてマドンナに対して約1千万ドルの賠償を求める訴訟を起こしたことが明らかになった。

### 政治関連の騒動
『Nobody Knows Me』の映像にマリーヌ・ル・ペンの額に卍を重ねる演出に対して世論を巻き込む反発が発生し、ニース公演では映像にあった卍マークは「？」に置き換えられた 。
マドンナはアメリカ国内でも多くの反発を受けた。ワシントンDCでの公演ではアメリカ合衆国大統領選挙にてバラク・オバマへの投票をファンに呼びかけるマドンナに対して「ブラック・ムスリム」だとする反発を受けた際に「オバマがムスリムではないことはよく解っています。彼がどんな人かだなんて皆よく解っているし、彼がそうなら何だというの？貢献に値する人であれば何を信仰していようと問題ではないわ。オバマが何を信じようと知ったことではないし、アメリカの皆がそうだわ」と皮肉で返答した。

### 女性の権利擁護発言
ロサンゼルス公演では、14歳にして教育の権利を訴えたことでターリバーンによる銃撃を受けて重傷を負ったパキスタンの少女マララ・ユサフザイへ捧げるパフォーマンスを行った。ショーの途中で「涙を拭えません。自身にとっていかに教育が必要かを訴えるブログを書いたことで、14歳のパキスタンの少女が通学バスにて銃撃されました。バスを停めて彼女を撃つだなんて…これが以下に痛ましく、不合理なことか想像できますか？」と語り出し、「教育に支援の手を！女性の支援家にも手を！」と叫び、背中に描かれたマララの名前を観客にアピールした。

### 観客からの苦情

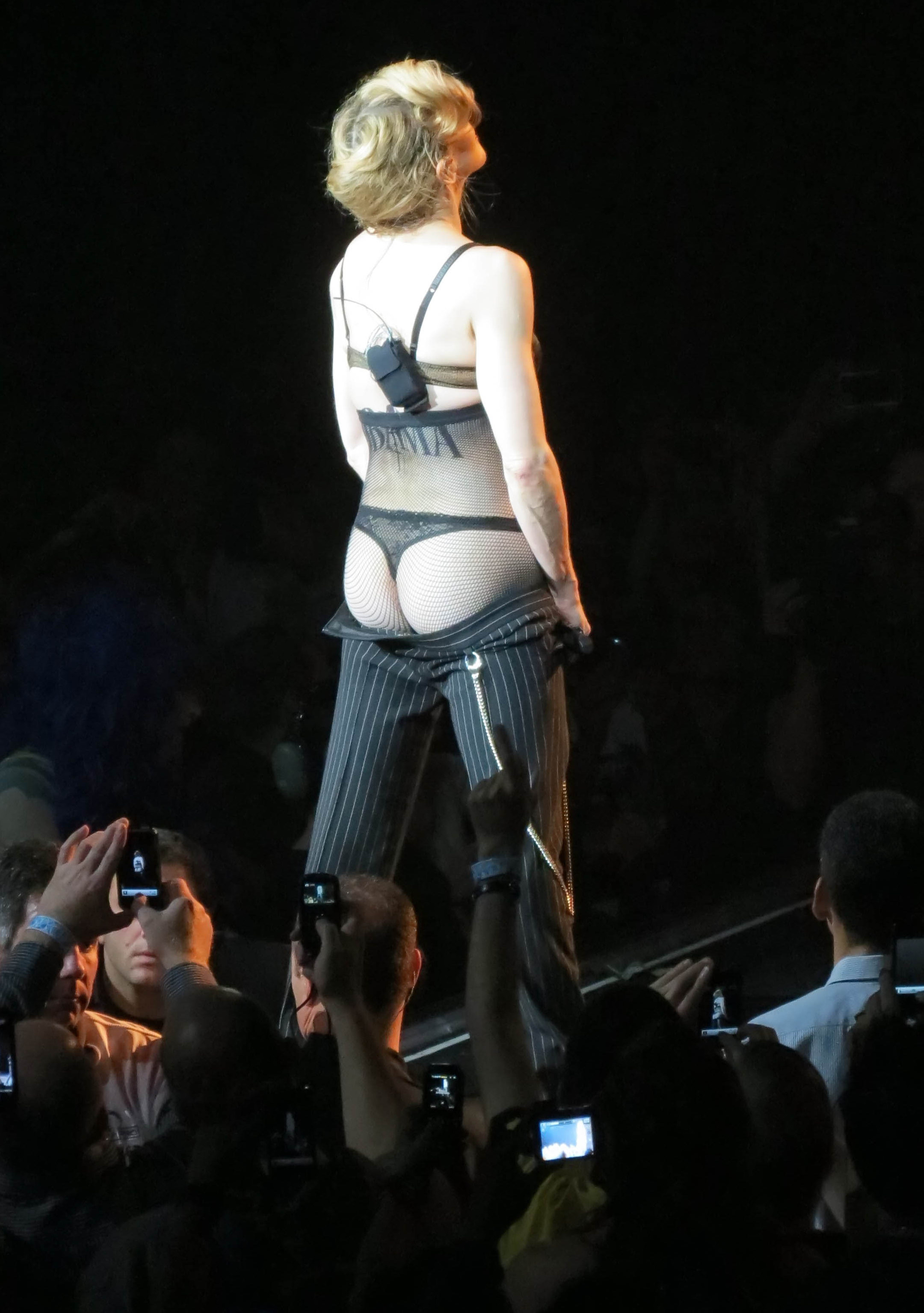
シアトル公演

ファンからの苦情も相次いだ。パリのオランピア劇場で行われた特別公演では、通常のコンサートとチケット料金が同一にも関わらず短縮版の45分で終了したことを理由にファンの顰蹙を買ってしまった。
2012年11月19日に行われたマイアミ公演では、午後8時の公演開始が深夜11時23分まで押してしまったことでブーイングのなかステージに立つこととなった。多くのファンが公演前または途中で席を離れることを余儀なくされ、公演終了時点では空席が目立った。マドンナは後に熱狂しない観客やメンバーに侮辱的な言葉を吐く観客に対しての不満を漏らした。アメリカのゴシップブロガーであるペレス・ヒルトンは、この日の公演について「#マドンナ のマイアミ公演は歴史的な遅延でブーイングの嵐。愛するクイーンだとしても、これはオソイ！オソイ！」とツイートした。マイアミ公演はDVD化のために撮影が行われており、撮影に伴う機材トラブルのため開演が遅れていた。
南米ツアーにおいても様々な機材トラブルに見舞われた。チリ・サンチアゴ公演ではマドンナの登場が午後11時を過ぎまで遅れ、第1セグメントは豪雨による機材不調の為カットされた。観客には告知がなく、チリの地元メディアにはコンサートを観た観客からのネガティブなコメントが寄せられた。同日のコンサートは荒天や一部観客の喫煙行為により開催が危ぶまれていた。マドンナは観客に対して「煙草を止めないなら今日のショーは中止。私に配慮をしないなら、あなた達に配慮はしないわ。私をバカにしているの？」と怒りの声をぶつけた。この時の模様はビデオに撮られ、ネットに投稿された。
ツアー最終日となったコルドバ公演では、『Open Your Heart』のパフォーマンス中にステージ用の発電設備に問題が発生し、停電が起きた。停電中もマドンナやダンサーはステージに留まり、MCや『Holiday』のアカペラバージョンを披露。復旧までの50分間を待ち、電源復旧後は予定通りに公演が行われた。

## 放送と収録
2012年11月17日に、マドンナの公式Facebookページにてマイアミ公演の収録と、DVDとBlu-rayの発売告知がなされた。12月末には監督をStèphane Sennor from DoMyProdとDanny Tullが務めることが発表。マイアミ公演では Vyclone.com とパートナーを結び、「MDNA Film Project」と題した試みが行われた。これは観客が専用アプリをインストールしたスマートフォンで『Give Me All Your Luvin』を撮影して Vyclone のサイトにアップロードするというもの。これによって作品にはマルチアングルの映像が収録可能となった。
当初、ショーの収録はコロンビアで行われる計画がなされたが、監督とのスケジュールが合わず、見送られた。
7月26日にパリのオリンピア劇場で行われたコンサートは、YouTubeの「LoveLive's チャンネル」にてストリーミング放送された。ショーではツアーで演奏された『Turn Up the Radio』や『Human Nature』のほか、『ダイ・アナザー・デイ』をトラックに使用した『Beautiful Killer』、セルジュ・ゲンスブールとジェーン・バーキンをカバーした『ジュ・テーム・モワ・ノン・プリュ』など9曲が披露された。8月6日からはディレクターズカット版の映像が同チャンネルにて視聴可能となった。この日のコンサートは45分程度で終了してしまったため、観客からのブーイングや飲料ボトルがステージに投げ込まれるなど観客からブーイングを浴びてしまった。
また、コナン・オブライエンが自身のトークショー番組『Conan』用にテルアビブ公演をレポートするドキュメンタリー特番の終了が行われたとされる。公演の様子のほか、バックステージでのインタビューが収録され、コナンのほか、ナタリー・ポートマンとサシャ・バロン・コーエンが出演していたが、特番放映日は未定のままとなった。収録された映像のうち、 Billy Eichner がニューヨークとテルアビブの街頭市民にマドンナのコンサート映像を見せて反応を伺う部分は放映に使用された。

## オープニングアクト
| - マーティン・ソルヴェイグ (ヨーロッパと北米の一部公演) - Paul Oakenfold (メデリン、ヨーロッパと北米の一部公演) - アレッソ (ヨーロッパの一部公演) - Nero (北米の一部公演) - ウィル・アイ・アム (パリ) | - Offer Nissim (テルアビブ、イスタンブール) - Benny Benassi (アブダビ、ワシントンD.C.) - LMFAO (ロンドン、ニース) - DJ Kirill Doomski (キエフ) - Felguk (リオデジャネイロ、サンパウロ、ポルト・アレグレ) - ギ・ボラット (サンパウロ) - DJ Fabrício Peçanha (ポルト・アレグレ) | - Sebastian Ingrosso (キエフ) - Carl Louis & Martin Danielle (フォーネブ) - Laidback Luke (フィラデルフィア、ブエノスアイレス、サンチアゴ、コルドバ) - アヴィーチー (ニューヨーク・2012年9月公演) - DJ Misha Skye (デンバー、フェニックス) |

## セットリスト
1. 『グレゴリオ聖歌/Virgin Mary』 (Kalakanによるイントロ)（『Psalm 91』[70]と『Birjina Gaztetto bat Zegoen』を部分引用）
2. 『ガール・ゴーン・ワイルド』 (『マテリアル・ガール』の部分引用および『Give It 2 Me』と『Girl Gone Wild - Offer Nissim Remix』の音源素材を一部使用）
3. 『リヴォルヴァー』
4. 『Gang Bang』
5. 『パパ・ドント・プリーチ』
6. 『ハング・アップ』 （『Girl Gone Wild』『Sorry』の部分引用）
7. 『I Don't Give A』
8. 『Best Friend』 (Remix) (Video Interlude)（『Heartbeat』の部分引用）
9. 『エクスプレス・ユアセルフ』 (『ボーン・ディス・ウェイ』と『She's Not Me』の部分引用）
10. 『ギヴ・ミー・オール・ユア・ラヴィン』 (Just Blaze Remix)
11. 『Turning Up the Hits』 (Video Interlude)（『ホリデイ』、『イントゥ・ザ・グルーヴ』、『ラッキー・スター』、『ライク・ア・ヴァージン』、『フォー・ミニッツ』、『Ray of Light』 and 『Music』の部分引用）
12. 『Turn Up the Radio』 （同曲の『Leo Zero Remix』の部分引用）
13. 『オープン・ユア・ハート』 （『Sagarra Jo』 の部分引用）
14. 『ホリデイ』[A]
15. 『マスターピース』
16. 『ジャスティファイ・マイ・ラヴ』 (Remix) (Video Interlude)
17. 『ヴォーグ』
18. 『Candy Shop』(『Ashamed of Myself』の音源素材の一部使用と『エロティカ』の部分引用を含む）
19. 『ヒューマン・ネイチャー』
20. 『ライク・ア・ヴァージン』 (『Evgeni's Waltz』の音源素材を一部使用）
21. 『Love Spent』[B] (『Evgeni's Waltz』アコースティックバージョンの音源素材の一部使用およびリプライズ）
22. 『Nobody Knows Me』 (Remix) (Video Interlude)
23. 『I'm Addicted』
24. 『I'm a Sinner』(『Cyber-Raga』と『De Trevilles-n azken hitzak』の音源素材を一部使用）
25. 『ライク・ア・プレイヤー』
26. 『セレブレイション』 (Benny Benassi Remix)（『Give It 2 Me』[C]と『Girl Gone Wild』を部分引用）

出典:
ノート
- A^ 『Holiday』は9月8日以降の一部公演に追加。
- B^ 『Love Spent』は9月20日公演より追加。
- C^ 『Give It 2 Me』を部分引用したバージョンの『Celebration』は10月30日公演より開始。

セットリスト追加情報
- エジンバラ公演では、『Like a Virgin』と『I'm Addicted』は会場の終演時間規定の都合により省略された。
- オリンピア特別公演では、『Holiday』を除いた『Turn up the Radio』から『Human Nature』までの曲目と『Beautiful Killer』（『Die Another day』のトラックを使用）と『Je t'aime... moi non plus』が披露された[72]。
- バンクーバーの2日目公演では、『Holiday』と『Like a Virgin』は省略された。
- サンノゼ初日公演では、同日にリリース30周年目を迎えた『Everybody』が『Holiday』に代わり披露された。
- セントポール2日目の公演では『Human Nature』に続き『アメリカン・ライフ』の一部歌詞が暗唱された。
- フェニックス、カンザスシティ、セントルイス、デトロイト、クリーブランド、シャーロット、マイアミ、メキシコシティ、リオデジャネイロの各公演では『Holiday』は省略された。
- ニューヨークのマディソン・スクエア・ガーデン2日目の公演では『Holiday』と『Masterpiece』が省略され、サプライズゲストのPSYと共に『Music』と『Give It 2 Me』の『江南スタイル』マッシュアップバージョンが披露された。『Celebration』は『Give It 2 Me』を含まないバージョンにて演奏された。
- メキシコシティ2日目とメデジン初日公演、サンチアゴ公演では『Holiday』に代わり『Spanish Lesson』が披露された。
- サンパウロ、ポルト・アレグレ、サンチアゴ、メデジン2日目公演では『Like a Virgin』と『Love Spent』は省略された。
- ブエノスアイレス公演では、『Don't Cry for Me Argentina』が『Like a Virgin』に代わり披露された。
- サンチアゴ公演では、豪雨による機材トラブルのため、第1セグメントは省略され、『Express yourself』から公演が開始された。
- コルドバ公演では、停電により『Masterpiece』と『Justify My Love』は省略された。

## ツアー日程
| 日付              | 都市名                 | 国名             | 会場名                                                         | 第3部の演出で背中に書かれたタトゥの文字 |
| アジア            | アジア                 | アジア           | アジア                                                         | アジア                                  |
| ----------------- | ---------------------- | ---------------- | -------------------------------------------------------------- | --------------------------------------- |
| 2012年5月31日     | テルアビブ             | イスラエル       | ラマト・ガン・スタジアム                                       | NO FEAR                                 |
| 2012年6月3日      | アブダビ               | アラブ首長国連邦 | du arena                                                       | NO FEAR                                 |
| 2012年6月4日      | アブダビ               | アラブ首長国連邦 | du arena                                                       | NO FEAR                                 |
| ヨーロッパ        |                        |                  |                                                                |                                         |
| 2012年6月7日      | イスタンブール         | トルコ           | トルコ・テレコム・アリーナ                                     | NO FEAR                                 |
| 2012年6月12日     | ローマ                 | イタリア         | スタディオ・オリンピコ・ディ・ローマ                           | NO FEAR                                 |
| 2012年6月14日     | ミラノ                 | イタリア         | スタディオ・ジュゼッペ・メアッツァ                             | NO FEAR                                 |
| 2012年6月16日     | フィレンツェ           | イタリア         | スタディオ・アルテミオ・フランキ                               | NO FEAR                                 |
| 2012年6月20日     | バルセロナ             | スペイン         | パラウ・サン・ジョルディ                                       | NO FEAR                                 |
| 2012年6月21日     | バルセロナ             | スペイン         | パラウ・サン・ジョルディ                                       | NO FEAR                                 |
| 2012年6月24日     | コインブラ             | ポルトガル       | Estádio Cidade de Coimbra                                      | NO FEAR                                 |
| 2012年6月28日     | ベルリン               | ドイツ           | O2ワールド                                                     | NO FEAR                                 |
| 2012年6月30日     | ベルリン               | ドイツ           | O2ワールド                                                     | NO FEAR                                 |
| 2012年7月2日      | コペンハーゲン         | デンマーク       | パルケン・スタディオン                                         | NO FEAR                                 |
| 2012年7月4日      | ヨーテボリ             | スウェーデン     | ウッレヴィ                                                     | NO FEAR                                 |
| 2012年7月7日      | アムステルダム         | オランダ         | Ziggo Dome                                                     | NO FEAR                                 |
| 2012年7月8日      | アムステルダム         | オランダ         | Ziggo Dome                                                     | NO FEAR                                 |
| 2012年7月10日     | ケルン                 | ドイツ           | ランクセス・アレーナ                                           | NO FEAR                                 |
| 2012年7月12日     | ブリュッセル           | ベルギー         | ボードゥアン国王競技場                                         | NO FEAR                                 |
| 2012年7月14日     | パリ                   | フランス         | スタッド・ド・フランス                                         | NO FEAR                                 |
| 2012年7月17日     | ロンドン               | イングランド     | ハイド・パーク                                                 | NO FEAR                                 |
| 2012年7月19日     | バーミンガム           | イングランド     | ナショナル・インドア・アリーナ                                 | NO FEAR                                 |
| 2012年7月21日     | エジンバラ             | スコットランド   | マレーフィールド・スタジアム                                   | NO FEAR                                 |
| 2012年7月24日     | ダブリン               | アイルランド     | アビバ・スタジアム                                             | なし                                    |
| 2012年7月26日[A]  | パリ                   | フランス         | オランピア劇場                                                 | なし                                    |
| 2012年7月29日     | ウィーン               | オーストリア     | エルンスト・ハッペル・シュターディオン                         | NO FEAR                                 |
| 2012年8月1日      | ワルシャワ             | ポーランド       | ワルシャワ国立競技場                                           | なし                                    |
| 2012年8月4日      | キエフ                 | ウクライナ       | オリンピスキ・スタジアム                                       | なし                                    |
| 2012年8月7日      | モスクワ               | ロシア           | オリンピック・スタジアム                                       | PUSSY RIOT                              |
| 2012年8月9日      | サンクトペテルブルク   | ロシア           | SKK Peterburgsky                                               | NO FEAR                                 |
| 2012年8月12日     | ヘルシンキ             | フィンランド     | ヘルシンキ・オリンピックスタジアム                             | NO FEAR                                 |
| 2012年8月15日     | フォーネブ             | ノルウェー       | テレノール・アリーナ                                           | NO FEAR                                 |
| 2012年8月18日     | チューリッヒ           | スイス           | レッツィグルンド・シュタディオン                               | FREE PUSSY RIOT（腕）                   |
| 2012年8月21日     | ニース                 | フランス         | Stade Charles-Ehrmann                                          | FREE PUSSY RIOT（腕）                   |
| 北アメリカ        |                        |                  |                                                                |                                         |
| 2012年8月28日     | フィラデルフィア       | アメリカ合衆国   | ウェルズ・ファーゴ・センター                                   | NO FEAR                                 |
| 2012年8月30日     | モントリオール         | カナダ           | ベル・センター                                                 | FREE PUSSY RIOT                         |
| 2012年9月1日      | ケベック・シティー     | カナダ           | エイブラハム平原                                               | NO FEAR                                 |
| 2012年9月4日      | ボストン               | アメリカ合衆国   | TDガーデン                                                     | NO FEAR                                 |
| 2012年9月6日      | ニューヨーク           | アメリカ合衆国   | ヤンキー・スタジアム                                           | OBAMA                                   |
| 2012年9月8日      | ニューヨーク           | アメリカ合衆国   | ヤンキー・スタジアム                                           | FORGIVE                                 |
| 2012年9月10日     | オタワ                 | カナダ           | スコシアバンク・プレイス                                       | NO FEAR                                 |
| 2012年9月12日     | トロント               | カナダ           | エア・カナダ・センター                                         | FREE PUSSY                              |
| 2012年9月13日     | トロント               | カナダ           | エア・カナダ・センター                                         | FREE PUSSY RIOT                         |
| 2012年9月15日     | アトランティックシティ | アメリカ合衆国   | ボードウォーク・ホール                                         | NO FEAR                                 |
| 2012年9月19日     | シカゴ                 | アメリカ合衆国   | ユナイテッド・センター                                         | FORGIVE                                 |
| 2012年9月20日     | シカゴ                 | アメリカ合衆国   | ユナイテッド・センター                                         | OBAMA                                   |
| 2012年9月23日     | ワシントンD.C.         | アメリカ合衆国   | ベライゾン・センター                                           | SEXY (観客のリクエスト)                 |
| 2012年9月24日     | ワシントンD.C.         | アメリカ合衆国   | ベライゾン・センター                                           | OBAMA                                   |
| 2012年9月29日     | バンクーバー           | カナダ           | ロジャース・アリーナ                                           | SLAVE                                   |
| 2012年9月30日     | バンクーバー           | カナダ           | ロジャース・アリーナ                                           | FREE PUSSY RIOT                         |
| 2012年10月2日[B]  | シアトル               | アメリカ合衆国   | キーアリーナ                                                   | OBAMA                                   |
| 2012年10月3日     | シアトル               | アメリカ合衆国   | キーアリーナ                                                   | OBAMA                                   |
| 2012年10月6日     | サンノゼ               | アメリカ合衆国   | HPパビリオン                                                   | SURVIVE                                 |
| 2012年10月7日     | サンノゼ               | アメリカ合衆国   | HPパビリオン                                                   | SURVIVE                                 |
| 2012年10月10日    | ロサンゼルス           | アメリカ合衆国   | ステイプルズ・センター                                         | MALALA                                  |
| 2012年10月11日    | ロサンゼルス           | アメリカ合衆国   | ステイプルズ・センター                                         | MALALA                                  |
| 2012年10月13日    | パラダイス             | アメリカ合衆国   | MGMグランド・ガーデン・アリーナ                                | NAKED                                   |
| 2012年10月14日    | パラダイス             | アメリカ合衆国   | MGMグランド・ガーデン・アリーナ                                | FREE PUSSY RIOT                         |
| 2012年10月16日    | フェニックス           | アメリカ合衆国   | USエアウェイズ・センター                                       | AMANDA                                  |
| 2012年10月18日    | デンバー               | アメリカ合衆国   | ペプシ・センター                                               | OBAMA                                   |
| 2012年10月21日    | ダラス                 | アメリカ合衆国   | アメリカン・エアラインズ・センター                             | OBAMA                                   |
| 2012年10月24日    | ヒューストン           | アメリカ合衆国   | トヨタセンター                                                 | OBAMA                                   |
| 2012年10月25日    | ヒューストン           | アメリカ合衆国   | トヨタセンター                                                 | NO FEAR                                 |
| 2012年10月27日    | ニューオーリンズ       | アメリカ合衆国   | ニューオーリンズ・アリーナ                                     | 318(背中)、FREE PUSSY RIOT（腕）        |
| 2012年10月30日    | カンザスシティ         | アメリカ合衆国   | スプリント・センター                                           | SURVIVE                                 |
| 2012年11月1日[C]  | セントルイス           | アメリカ合衆国   | スコットトレード・センター                                     | YOU ARE THE ONE (観客のリクエスト)      |
| 2012年11月3日     | セントポール           | アメリカ合衆国   | エクセル・エナジー・センター                                   | NO FEAR                                 |
| 2012年11月4日     | セントポール           | アメリカ合衆国   | エクセル・エナジー・センター                                   | אלד                                     |
| 2012年11月6日     | ピッツバーグ           | アメリカ合衆国   | コンソル・エナジー・センター                                   | אלד                                     |
| 2012年11月8日     | デトロイト             | アメリカ合衆国   | ジョー・ルイス・アリーナ                                       | אלד                                     |
| 2012年11月10日    | クリーブランド         | アメリカ合衆国   | クイックン・ローンズ・アリーナ                                 | אלד                                     |
| 2012年11月12日    | ニューヨーク           | アメリカ合衆国   | マディソン・スクエア・ガーデン                                 | אלד                                     |
| 2012年11月13日    | ニューヨーク           | アメリカ合衆国   | マディソン・スクエア・ガーデン                                 | אלד                                     |
| 2012年11月15日    | シャーロット           | アメリカ合衆国   | タイム・ワーナー・ケーブル・アリーナ                           | אלד                                     |
| 2012年11月17日    | アトランタ             | アメリカ合衆国   | フィリップス・アリーナ                                         | אלד                                     |
| 2012年11月19日    | マイアミ               | アメリカ合衆国   | アメリカン・エアラインズ・アリーナ                             | PSYCHE                                  |
| 2012年11月20日    | マイアミ               | アメリカ合衆国   | アメリカン・エアラインズ・アリーナ                             | PSYCHE                                  |
| 2012年11月24日    | メキシコシティ         | メキシコ         | フォロ・ソル                                                   | EVE                                     |
| 2012年11月25日    | メキシコシティ         | メキシコ         | フォロ・ソル                                                   | EVE                                     |
| 南アメリカ        |                        |                  |                                                                |                                         |
| 2012年11月28日[D] | メデジン               | コロンビア       | エスタディオ・アタナシオ・ヒラルド                             | EVE                                     |
| 2012年11月29日    | メデジン               | コロンビア       | エスタディオ・アタナシオ・ヒラルド                             | EVE                                     |
| 2012年12月2日     | リオデジャネイロ       | ブラジル         | Parque dos Atletas                                             | PERIGUETE                               |
| 2012年12月4日     | サンパウロ             | ブラジル         | エスタジオ・ド・モルンビー                                     | אלד                                     |
| 2012年12月5日     | サンパウロ             | ブラジル         | エスタジオ・ド・モルンビー                                     | SAFADINHA                               |
| 2012年12月9日     | ポルト・アレグレ       | ブラジル         | オーリンピコ・モヌメンタウ競技場                               | אלד                                     |
| 2012年12月13日    | ブエノスアイレス       | アルゼンチン     | エスタディオ・モヌメンタル・アントニオ・ベスプチオ・リベルティ | EVA                                     |
| 2012年12月15日    | ブエノスアイレス       | アルゼンチン     | エスタディオ・モヌメンタル・アントニオ・ベスプチオ・リベルティ | EVA                                     |
| 2012年12月19日[E] | サンチアゴ             | チリ             | エスタディオ・ナシオナル・デ・チリ                             | אלד                                     |
| 2012年12月22日[F] | コルドバ               | アルゼンチン     | エスタディオ・マリオ・アルベルト・ケンペス                     | END                                     |

追記
- A ^ オリンピア公演ではこの日だけの演目『Beautiful Killer』と『Je T'aime...moi non plus』を含めた9曲が披露された[81][82]。
- B ^ シアトルとヒューストン公演では、マドンナの息子デイビッドが Martin Solveig の前座に参加した。
- C ^ セントルイス公演は音響設備の不調で『I'm a Sinner』の途中で一時中断した。
- D ^ メデジン初日公演の『Gang Bang』のパフォーマンスの際にマドンナはダンサーと接触し瞼から流血を起こしたが、パフォーマンスは継続した。
- E ^ サンチアゴ公演では豪雨による機材不調が発生したため第1セグメントが省略され、『Express Yourself』からショーがスタートした。
- F ^ コルドバ公演では『Open Your Heart』のパフォーマンス中に停電が発生し、演奏が中断された。約1時間後に停電は復旧し『Vogue』から再開された。停電中にはアカペラにて『Holiday』がパフォーマンスされた。

ショーのキャンセルおよび変更
| 2012年5月29日  | テルアビブ、イスラエル     | ラマト・ガン・スタジアム           | 2012年5月31日に変更                |
| 2012年6月11日  | クロアチア、ザグレブ       | スタディオン・マクシミール         | スケジュールの都合によりキャンセル |
| 2012年10月20日 | アメリカ合衆国、ダラス     | アメリカン・エアラインズ・センター | 咽頭炎の発症によりキャンセル       |
| 2012年12月1日  | ブラジル、リオデジャネイロ | Parque dos Atletas                 | 2012年12月2日に変更                |

## Personnel
| - クリエイター – マドンナ - ショー監督 – Michel Laprise - ショー監督助手 – Tiffany Olson - クリエイティブ監督 – ジェイミー・キング - 助監督 – Richmond Talauega and Anthony Talauega - ステージ設計 – Mark Fisher - 振り付け – Alison Faulk and Jason Young - 振り付け監督助手 – Matt Cady, Megan Lawson, Derrell Bullock, Marvin & Marion, Swoop & Goofy, and Ali Ramdani - バトン・コーチ – Leesa Csolak - ドラム・コーチ – Damon Grant - スラックライン・コーチ – Josh Greenwood - 衣装デザイン – Arianne Phillips, Jean–Paul Gaultier and Riccardo Tisci - 追加衣装 - Party Rock Clothing - 衣装監督 – Linda Matthews - 衣装デザイン助手 – Laura Morgan, Terry Anderson, and Joan Reidy - マドンナ専属ドレッサー – Tony Villanueva - 衣装担当 – Lana Czajka, Lisa Nishimura, Renee Sola, Julie Sola, Pam Lewis, Krystle Rodriguez, and Deb Cooper - 衣装担当アシスタント – Lourdes Leon - マネージャー – Guy Oseary - マネージメント – Sara Zambreno and Shan Lui - 広報 – Liz Rosenberg - マドンナ専属アシスタント – Dana Belcore and Danielle Doll - 映像デザイン – Moment Factory, Veneno Inc., Tom Munro, Jonas Åkerlund, Nathan Rissman, and Johan Söderberg - プロダクションデザイン – Jake Berry - 舞台マネージャー – Ian Kinnersley and Rocko Reedy - 舞台技術マネージャー – Mike Morobitto - プロダクションコーディネーター – Mimi Sullivan and Jessica Berry - サイトコーディネーター – Robert Hale, Bart Durbin, and George Reeves - プロモーター – Live Nation Global Touring - Kalakan trio – Jamixel Bereau, Thierry Biscary, and Xan Errotabehere - ダンサー – Kupono Aweau, Derrell Bullock, Chaz Buzan, Emilie Capel, Andrew Boyce, Adrien Galo, Marvin Gofin, Jahzrel Henderson, Habby Jacques, Loic Mabanza, Sasha Mallory, Marion Montin, Sheik Mondesir, Stephanie Nguyen, Yaman Okur, Valeree Pohl, Ali Ramdani, Fabiano Lopes, Charles Riley, Rocco Ritchie, Emilie Schram, and Brahim Zaibat - Slackliners – Hayden Nickell and Jaan Roose - マドンナ – ボーカル、ギター - Kevin Antunes - 音楽監督、プログラミング、キーボード - Kiley Dean - コーラス - Brian Fraiser-Moore - ドラム - Ric'key Pageot - キーボード、ピアノ - Monte Pittman - ギター - Nicki Richards - コーラス - Sean Spuehler - ボーカルミックスエンジニア - Jason Yang - バイオリン |

出典: